# Krwiopijcy
Krwiopijcy (ang. Bloodsucking Fiends: A Love Story) – pierwszy tom trylogii amerykańskiego pisarza Christophera Moore’a, po raz pierwszy opublikowana 19 października 1995 r. w USA. W Polsce, nakładem Wydawnictwa Mag ukazała się w 2008 r.. Kontynuacjami są Ssij, mała ssij! oraz Gryź, mała gryź!. Książka zaliczana jest do gatunku czarnej komedii, horroru i akcji z elementami erotyki.

## Historia
Głównymi bohaterami powieści są dwudziestosześcioletnia Jody, która pewnej nocy budzi się jako wampir oraz dziewiętnastoletni C. Thomas (Tommy) Flood, który w pogoni za karierą pisarską, przyjechał do San Francisco z małej miejscowości w stanie Indiana. Początkowo chłopak stara się ułożyć sobie życie w wielkim mieście; zdobył pracę na nocną zmianę w supermarkecie i paczkę nowych znajomych, nie bez powodu nazywanych „Zwierzakami”. Wszystko się jednak komplikuje, gdy piękna rudowłosa kobieta, proponuje mu wspólne mieszkanie i dodatkowe zajęcie w charakterze dziennego pomagiera, jako że wampiry nie mogą wystawiać się na działanie światła słonecznego. Dodatkowo, życie początkującego pisarza – a także Jody – komplikuje apodyktyczna matka dziewczyny i tajemniczy wampir, który nocami grasuje po ulicach San Francisco.

## Podobieństwa do innych książek
W Krwiopijcach, czytelnik ma okazję spotkać postacie, które pojawiły się, lub pojawią w innych powieściach Moore’a. Występuje tutaj m.in. Cesarz San Fracisco wraz ze swoimi psimi żołnierzami Bummerem i Lazarusem oraz detektywi Alphonse Rivera i Nick Cavuto, którzy pojawią się także w Brudnej Robocie.